# Marc Rouvillois
Pour les articles homonymes, voir Rouvillois.
Marc Eugène Rouvillois, né le 19 juillet 1903 à Rennes et mort le 19 mai 1986 à Boulogne-Billancourt, est un général dans l'armée française et le libérateur de Strasbourg lors de la Seconde Guerre mondiale.

## Biographie
D'origines bretonnes, le général Rouvillois est issu d'une famille de militaires. Son père Frédéric Jean (lui-même général) et son grand-père Frédéric Jules Rouvillois (1842-1901) étaient tous deux artilleurs et polytechniciens.
Il effectue ses études à l'École de cavalerie de Saumur et à École spéciale militaire de Saint-Cyr où il sera de la même promotion que Philippe de Hauteclocque (no 109, de Metz et Strasbourg).

## Carrière militaire

### L'avant-guerre
Sorti sous-lieutenant de l'École de cavalerie en 1926, Marc Rouvillois est directement nommé en Algérie où il sert au 6e régiment de Spahis. Il participe alors en Syrie aux opérations au Levant, à celles de l'Akroun et à la répression de la révolte de Damas. Il gagne là deux citations à l'ordre de l'armée (13 juin et 20 juillet 1926).
Promu capitaine en 1936, Rouvillois commande alors un escadron motocycliste du 3e régiment de hussards à Wissembourg avant d'être détaché au 46e groupe de reconnaissance de division d'infanterie au début de la guerre.
Les 19 et 20 juin 1940, lors de la débâcle, son escadron parvient à empêcher le franchissement de la Moselle à la 6e Panzerdivision. Rouvillois est blessé, fait prisonnier le 23 juin et interné à l'Oflag IV-D.

### L'Afrique
Après trois tentatives d'évasion, Rouvillois est libéré le 30 juillet 1941, les Allemands relâchant les officiers ayant servi dans certains territoires d'Outre-Mer, dont la Syrie. Il rallie alors le Sénégal où il rejoint le 12e groupe autonome de chasseurs d'Afrique (12e GACA).
Le 12e GACA est transféré à Alger le 7 février 1943 où il est renommé 12e régiment de chasseurs d'Afrique (12e RCA). Rouvillois est nommé chef d'escadrons en mars. 

En septembre de la même année le 12e RCA se dédouble pour reconstituer le 12e régiment de cuirassiers (12e Cuirs). Ces deux régiments seront rattachés à la 2e division blindée (2e DB). Rouvillois quitte alors le 12e RCA pour rejoindre le 12e Cuirs.

### La campagne d'Alsace
Lieutenant-colonel, il est nommé à la tête du 12e Cuirs, alors intégré à la 2e DB, le 11 novembre 1944.
Avec ce régiment, il entre le premier dans Strasbourg le 23 novembre 1944 à 9h25 par la Porte de pierre. En milieu de matinée, ses chars sont devant la cathédrale et il envoie le message codé « Tissu est dans iode » à Leclerc afin de l'informer que la 2e division blindée est maintenant dans Strasbourg.

## Distinctions et mémoire
- Le 22 juin 1945, il est promu général de brigade à 37 ans[2].
- Grand officier de la Légion d'honneur
- Croix de guerre des Théâtres d'opérations extérieurs
- Il est nommé citoyen d'honneur de Dettwiller en 1946 pour avoir libéré le village le 22 novembre 1944.
- Une rue et un quartier du village portent également son nom.

## Citation
« Je passe, devise très cavalière ! Et pourtant, quand vous aurez passé, on en parlera. » — 13 décembre 1943, livre d'or du 4e escadron du 12e régiment de cuirassiers.